# Яновце (район Бардеёв)
Яновце (словац. Janovce) — село и одноимённая община в районе Бардеёв Прешовского края Словакии. В письменных источниках начинает упоминаться с 1261 года.

## География
Село расположено в центральной части края, на южных склонах Низких Бескид, при автодороге 545. Абсолютная высота — 367 метров над уровнем моря. Площадь муниципалитета составляет 5,55 км².

## Население
| Год:                | 1994 | 2004    | 2014    | 2024     |
| ------------------- | ---- | ------- | ------- | -------- |
| Количество человек: | 403  | 419     | 433     | 479      |
| Разница:            |      | +3,97 % | +3,34 % | +10,62 % |

По данным последней официальной переписи 2011 года, численность населения Яновце составляла 433 человека.